# Naoto Ōshima
Naoto Ōshima (大島 直人 Ōshima Naoto) es un artista y diseñador de videojuegos japonés conocido por sus diseños de los personajes Sonic the Hedgehog y Doctor Eggman de la franquicia de videojuegos de Sega Sonic the Hedgehog. Aunque Yūji Naka fue quien creó la demo técnica original en la que se basó la dinámica de juego de Sonic, el personaje de su prototipo era una bola que carecía de rasgos específicos. El equipo de desarrollo de Sega Sonic Team sopesó numerosas posibles mascotas animales antes de decidirse por el diseño de Ohshima, entre las que tuvieron más peso como opción final un armadillo o un erizo, ya que sus púas encajaban bien con el concepto de rodar hacia los enemigos.
Tras su salida de Sonic Team, Ohshima formó una compañía de juegos independiente llamada Artoon, donde continuó trabajando en juegos como Pinobee y Blinx: The Time Sweeper y su secuela de 2004 Blinx 2: Masters of Time and Space. En 2010 Artoon fue absorbida por AQ Interactive. Ese mismo año, Ohshima y otros miembros relevantes de Artoon abandonaron la empresa para formar Arzest.

## Historia de producción
| Año  | Videojuego                                  | Distribuidor                                                         | Plataforma(s)                                                                      | Rol                                                                           |
| ---- | ------------------------------------------- | -------------------------------------------------------------------- | ---------------------------------------------------------------------------------- | ----------------------------------------------------------------------------- |
| 1987 | Phantasy Star                               | Sega                                                                 | Master SystemMega Drive                                                            | Diseño                                                                        |
| 1988 | Space Harrier 3-D                           | Sega                                                                 | Master System                                                                      | Artista                                                                       |
| 1988 | SpellCaster                                 | Sega                                                                 | Master System                                                                      | Diseño                                                                        |
| 1989 | Phantasy Star II                            | Sega                                                                 | Mega Drive                                                                         | Diseño                                                                        |
| 1989 | Tommy Lasorda Baseball                      | Sega                                                                 | Mega Drive                                                                         | Diseño                                                                        |
| 1989 | Last Battle                                 | Sega                                                                 | Mega Drive                                                                         | Director de arte                                                              |
| 1990 | Fatal Labyrinth                             | Sega                                                                 | Mega Drive                                                                         | Diseño                                                                        |
| 1991 | Sonic the Hedgehog                          | Sega                                                                 | Mega Drive                                                                         | Diseño de personajes                                                          |
| 1993 | Sonic CD                                    | Sega                                                                 | Sega CD                                                                            | Director                                                                      |
| 1995 | Knuckles' Chaotix                           | Sega                                                                 | 32X                                                                                | Concepto de personaje original                                                |
| 1996 | Nights into Dreams                          | Sega                                                                 | Sega Saturn                                                                        | Director, diseño de personajes                                                |
| 1996 | Sonic 3D Blast                              | Sega                                                                 | Sega Saturn                                                                        | Asesor                                                                        |
| 1997 | Sonic Jam                                   | Sega                                                                 | Sega Saturn                                                                        | Supervisor                                                                    |
| 1997 | Sonic R                                     | Sega                                                                 | Sega Saturn                                                                        | Asesor gráfico                                                                |
| 1998 | Burning Rangers                             | Sega                                                                 | Sega Saturn                                                                        | Director, diseño de juego, artista gráfico                                    |
| 1998 | Sonic Adventure                             | Sega                                                                 | Dreamcast                                                                          | Productor de animación CGI prerenderizado, coordinador de eventos de historia |
| 2001 | Pinobee: Wings of Adventure                 | Hudson Soft (JP)Activision (NA y EU)Konami (PS)                      | Game Boy AdvancePlayStation                                                        | Director, diseño de juego                                                     |
| 2002 | The King of Fighters EX: Neo Blood          | SNK                                                                  | Game Boy Advance                                                                   | Director de arte                                                              |
| 2002 | Ghost Vibration                             | Atari                                                                | PlayStation 2                                                                      | Diseño de juego                                                               |
| 2002 | Blinx: The Time Sweeper                     | Microsoft Game Studios                                               | Xbox                                                                               | Director, diseño de juego                                                     |
| 2004 | Blinx 2: Masters of Time and Space          | Microsoft Game Studios                                               | Xbox                                                                               | Director, diseño de juego                                                     |
| 2004 | Yoshi Topsy Turvy                           | Nintendo                                                             | Game Boy Advance                                                                   | Productor                                                                     |
| 2006 | Yoshi's Island DS                           | Nintendo                                                             | Nintendo DS                                                                        | Productor principal                                                           |
| 2006 | Blue Dragon                                 | Microsoft Game Studios                                               | Xbox 360                                                                           | Productor ejecutivo                                                           |
| 2007 | Vampire Rain                                | AQ Interactive (X360)Ignition Entertainment (PS3)                    | Xbox 360PlayStation 3                                                              | Productor                                                                     |
| 2008 | Away: Shuffle Dungeon                       | AQ Interactive (JP)Majesco Entertainment (NA)Virgin Interactive (EU) | Nintendo DS                                                                        | Productor, diseño de personajes                                               |
| 2009 | Ju-on: The Grudge                           | AQ Interactive (JP)Xseed Games (NA)Rising Star Games (EU)            | Wii                                                                                | Jefe de producción                                                            |
| 2010 | FlingSmash                                  | Nintendo                                                             | Wii                                                                                | Productor principal                                                           |
| 2010 | Echoshift                                   | Sony Computer Entertainment                                          | PlayStation Portable                                                               | Productor                                                                     |
| 2011 | Wii Play: Motion                            | Nintendo                                                             | Wii                                                                                | Director                                                                      |
| 2014 | Yoshi's New Island                          | Nintendo                                                             | Nintendo 3DS                                                                       | Productor de desarrollo                                                       |
| 2015 | Terra Battle                                | Mistwalker                                                           | IOS y Android                                                                      | Ilustración especial de personajes                                            |
| 2016 | Mario & Sonic at the Rio 2016 Olympic Games | Nintendo                                                             | Wii UNintendo 3DS                                                                  | Supervisor                                                                    |
| 2017 | Hey! Pikmin                                 | Nintendo                                                             | Nintendo 3DS                                                                       | Productor de desarrollo                                                       |
| 2021 | Balan Wonderworld                           | Square Enix                                                          | PlayStation 4PlayStation 5Xbox OneXbox Series X\|SNintendo SwitchMicrosoft Windows | Productor de desarrollo, diseño de personaje                                  |
| 2023 | Sonic Superstars                            | Sega                                                                 | PlayStation 4PlayStation 5Xbox OneXbox Series X\|SNintendo SwitchMicrosoft Windows | Productor de desarrollo, diseño de personaje                                  |
| TBA  | Hypergalactic                               | Toei AnimationSola Digital Arts                                      | Película animada                                                                   | Escritor                                                                      |